# Henri Delaunay

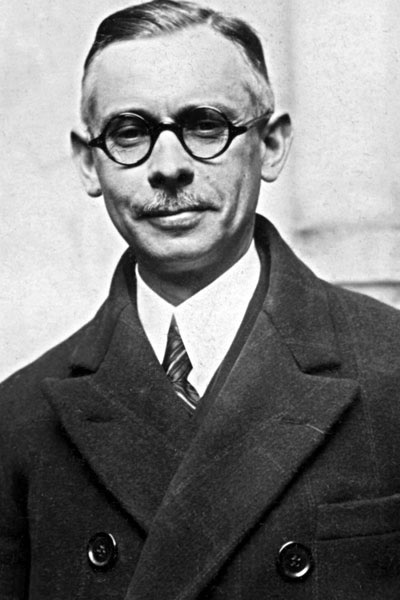

Henri Delaunay (15 de juny de 1883 – 9 de novembre de 1955) fou un dirigent futbolístic francès.
Després de jugar al futbol a l'equip parisenc del Étoile des Deux Lacs, esdevingué àrbitre. Es retirà després d'un incident durant un partit entre AF Garenne-Doves i ES Benevolence, quan s'empassà el xiulet i es trencà dues dents d'un fort cop de pilota a la seva cara.
Inicià la seva carrera com a dirigent esportiu el 1906 quan esdevingué president de l'Étoile des Deux Lacs, i després secretari general del Comité français interfédéral (CFI), antecessor de la Federació Francesa de Futbol. Quan la CFI esdevingué Federació Francesa de Futbol el 1919, ell romangué al càrrec.
Fou membre de la FIFA entre 1924 i 1928. Al costat de Jules Rimet, fou un dels impulsors de la Copa del Món de Futbol. També proposà la creació d'una Copa d'Europa de futbol ja als anys 20.
Fou el màxim responsable de la creació del Campionat d'Europa de futbol, competició que ja proposà el 1927, tot i que el primer campionat no es disputà fins al 1960.
Fou secretari general de la UEFA des de la seva creació el 15 de juny de 1954 fins al dia de la seva mort. Quan morí el 1955 fou succeït pel seu fill Pierre Delaunay.